# Pisa Calcio 1998-1999
Questa pagina raccoglie i dati riguardanti il Pisa Calcio nelle competizioni ufficiali della stagione 1998-1999.

## Stagione
Dopo aver chiuso la stagione precedente a metà classifica, il Pisa si presenta ai nastri di partenza della Serie C2 1998-1999 con il dichiarato obiettivo di salire in Serie C1.
I presidenti Gerbi e Posarelli affidano la panchina a Francesco D'Arrigo.
Fin dall'inizio dell'annata la formazione nerazzurra mostra di essere all'altezza delle aspettative e chiude il girone di andata in testa (a più 4 dal Fiorenzuola).
Nel girone di ritorno la squadra inanella numerose vittorie consecutive e poi raggiunge un vantaggio sulle inseguitrici che tocca i 18 punti.
Alla fine della stagione il Pisa vince il campionato con 59 punti, concludendo con 9 punti di vantaggio sulle tre inseguitrici (Prato, Mantova e AlbinoLeffe) e ottenendo così la promozione in Serie C1, quest'ultima vince i Play-off e sale con il Pisa in Serie C1. Nella Coppa Italia di Serie C la squadra nerazzurra disputa il girone H di qualificazione, che ha promosso il Pontedera ed il Siena.

## Rosa
| N. |                   | Ruolo | Calciatore               |
| -- | ----------------- | ----- | ------------------------ |
|    | Italia (bandiera) | P     | Oscar Verderame          |
|    | Italia (bandiera) | P     | Alessio Schiaffino       |
|    | Italia (bandiera) | D     | Emiliano Niccolini       |
|    | Italia (bandiera) | D     | Federico Viviani         |
|    | Italia (bandiera) | D     | Massimiliano Zazzetta    |
|    | Italia (bandiera) | D     | Davide Cei               |
|    | Italia (bandiera) | D     | Pierpaolo Lauretti       |
|    | Italia (bandiera) | D     | Vincenzo Langone         |
|    | Italia (bandiera) | D     | Luca Marcato             |
|    | Italia (bandiera) | D     | Francesco Giuseppe Tomei |
|    | Italia (bandiera) | C     | Paolo Andreotti          |

| N. |                   | Ruolo | Calciatore         |
| -- | ----------------- | ----- | ------------------ |
|    | Italia (bandiera) | C     | Andrea Del Bianco  |
|    | Italia (bandiera) | C     | Marco Moro         |
|    | Italia (bandiera) | C     | Stefano Mobili     |
|    | Italia (bandiera) | C     | Alfredo Femiano    |
|    | Italia (bandiera) | C     | Andrea Parola      |
|    | Italia (bandiera) | C     | Pasquale Logarzo   |
|    | Italia (bandiera) | C     | Massimo Belluomini |
|    | Italia (bandiera) | A     | Alessandro Muoio   |
|    | Italia (bandiera) | A     | Federico Balestri  |
|    | Italia (bandiera) | A     | Davide Ricci       |
|    | Italia (bandiera) | A     | Danilo Neri        |

## Risultati

### Serie C2

#### Girone di andata
| Arbitro: | Carrer (Conegliano) |

|                                      |           |  |
| Niccolini 28’ D. Ricci 36’ Muoio 53’ | Marcatori |  |

| Arbitro: | Ciulli (Roma) |

|              |           |                                |
| Bonavita 25’ | Marcatori | 20’ Del Bianco 42’ (aut.) Mosa |

| Arbitro: | Angrisani (Salerno) |

|               |           |  |
| Andreotti 55’ | Marcatori |  |

| Arbitro: | Benedetti (Vicenza) |

|  |           |               |
|  | Marcatori | 84’ Andreotti |

| Arbitro: | Valensin (Milano) |

|              |           |                |
| D. Ricci 77’ | Marcatori | 90+2’ S. Lerda |

| Arbitro: | Cenni (Imola) |

|              |           |                                |
| Guerrisi 28’ | Marcatori | 18’ Logarzo 90+3’ (rig.) Muoio |

| Pisa 18 ottobre 1998 7ª giornata | Pisa                | 0 – 0 | Pontedera | Stadio Arena Garibaldi\| Arbitro: \| Carrer (Conegliano) \| |
| Arbitro:                         | Carrer (Conegliano) |       |           |                                                             |

| Pisa 25 ottobre 1998 8ª giornata | Pisa                | 0 – 0 | Novara | Stadio Arena Garibaldi\| Arbitro: \| Benedetti (Vicenza) \| |
| Arbitro:                         | Benedetti (Vicenza) |       |        |                                                             |

| Arbitro: | Nigro (Torre del Greco) |

|                        |           |                             |
| Provenzano 5’, 9’, 48’ | Marcatori | 58’ D. Ricci 66’, 89’ Muoio |

| Arbitro: | Lucenti (Mestre) |

|               |           |  |
| Andreotti 48’ | Marcatori |  |

| Arbitro: | Bernabini (Roma) |

|  |           |                           |
|  | Marcatori | 63’ Andreotti 84’ M. Moro |

| Arbitro: | Verrucci (Fermo) |

|                        |           |                     |
| Sicuranza 4’ Grego 39’ | Marcatori | 70’ (aut.) Schiavon |

| Arbitro: | Bianco (Mestre) |

|                                 |           |                |
| Andreotti 5’ Logarzo 73’ (rig.) | Marcatori | 45+1’ Guidetti |

| Arbitro: | Lecci (Varese) |

|                             |           |                              |
| Ferraresso 23’ Marcucci 64’ | Marcatori | 32’ Muoio 60’ (rig.) Logarzo |

| Arbitro: | Ferro (Frattamaggiore) |

|                                            |           |           |
| Logarzo 9’ (rig.) M. Moro 14’ D. Ricci 21’ | Marcatori | 59’ Michi |

| Arbitro: | Maselli (Lucca) |

|             |           |                 |
| Araboni 12’ | Marcatori | 90+4’ Niccolini |

| Arbitro: | Carrer (Conegliano) |

|           |           |  |
| Muoio 55’ | Marcatori |  |

#### Girone di ritorno
| Arbitro: | Benedetto (Messina) |

|            |           |                     |
| Siazzu 66’ | Marcatori | 22’, 27’, 79’ Muoio |

| Arbitro: | Esposito (Trapani) |

|                                       |           |            |
| Andreotti 13’ Tomei 55’ Femiano 90+3’ | Marcatori | 3’ Mignani |

| La Spezia 17 gennaio 1999 20ª giornata | Spezia             | 0 – 2 | Pisa | Stadio Alberto Picco\| Arbitro: \| Palmieri (Cosenza) \| |
| Arbitro:                               | Palmieri (Cosenza) |       |      |                                                          |

| Arbitro: | Angrisani (Salerno) |

|                |           |  |
| D. Ricci 45+3’ | Marcatori |  |

| Arbitro: | Mazzoleni (Bergamo) |

|  |           |             |
|  | Marcatori | 39’ Logarzo |

| Arbitro: | F. Rossi (Forlì) |

|                                      |           |                   |
| Andreotti 52’ Tomei 56’ D. Ricci 87’ | Marcatori | 8’, 90+3’ Temelin |

| Pontedera 28 febbraio 1999 24ª giornata | Pontedera             | 0 – 0 | Pisa | Stadio Comunale\| Arbitro: \| Santoro (Domodossola) \| |
| Arbitro:                                | Santoro (Domodossola) |       |      |                                                        |

| Arbitro: | Ferraro (Crotone) |

|           |           |                              |
| Preti 53’ | Marcatori | 22’, 39’ Muoio 76’ Andreotti |

| Arbitro: | Ardito (Bari) |

|                            |           |             |
| D. Ricci 45’ Andreotti 77’ | Marcatori | 34’ Mezzini |

| Arbitro: | Cenni (Imola) |

|                           |           |  |
| Della Giovanna 70’ (rig.) | Marcatori |  |

| Arbitro: | Dondarini (Finale Emilia) |

|                           |           |              |
| M. Moro 6’ Muoio 66’, 69’ | Marcatori | 56’ Barbieri |

| Arbitro: | Ferrari (Roma) |

|             |           |               |
| Logarzo 26’ | Marcatori | 10’ N. Padoin |

| Arbitro: | Santucci (Reggio Calabria) |

|                                   |           |                |
| O. Millesi 58’ A. Comi 60’ (rig.) | Marcatori | 90+2’ D. Ricci |

| Pisa 25 aprile 1999 31ª giornata | Pisa           | 0 – 0 | Fiorenzuola | Stadio Arena Garibaldi\| Arbitro: \| Ferone (Terni) \| |
| Arbitro:                         | Ferone (Terni) |       |             |                                                        |

| Arbitro: | Valensin (Milano) |

|               |           |           |
| Di Natale 18’ | Marcatori | 79’ Muoio |

| Pisa 9 maggio 1999 33ª giornata | Pisa                   | 0 – 0 | Cremapergo | Stadio Arena Garibaldi\| Arbitro: \| Evangelista (Avellino) \| |
| Arbitro:                        | Evangelista (Avellino) |       |            |                                                                |

| Arbitro: | Papini (Perugia) |

|                                                   |           |                                |
| D'Agostino 44’ Fabbrini 55’ (rig.) M. Righi 90+3’ | Marcatori | 60’ Muoio 80’ (rig.) Andreotti |

### Coppa Italia Serie C

#### Girone H
| Arbitro: | Maselli (Lucca) |

|              |           |             |
| D. Ricci 51’ | Marcatori | 56’ Pantano |

| Arbitro: | Ponzalli (Firenze) |

|                              |           |  |
| Carsetti 39’ Bugiolacchi 82’ | Marcatori |  |

| Arbitro: | Ferone (Terni) |

|                |           |  |
| Muoio 30’, 60’ | Marcatori |  |

| 9 settembre 1998 4ª giornata |  | – Turno di riposo Pisa |  |  |

| Arbitro: | Ferrari (Roma) |

|                            |           |           |
| Clementi 34’ Bresciani 86’ | Marcatori | 45’ Muoio |